# Représentations diplomatiques en Slovaquie

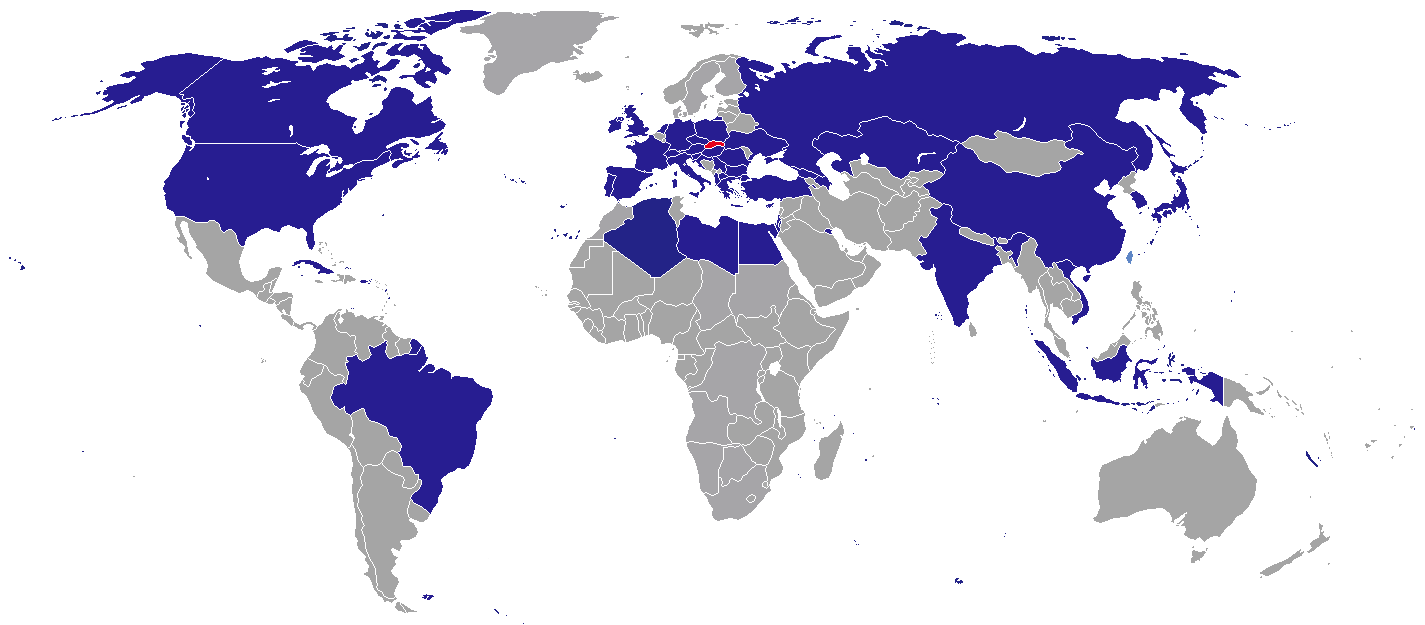
Carte des représentations diplomatiques en Slovaquie

Les représentations diplomatiques en Slovaquie sont actuellement au nombre de 45. Il existe de nombreuses délégations et bureaux de représentations des organisations internationales et d'entités infranationales dans la capitale Bratislava.

## Ambassades à Bratislava
| - Albanie - Autriche - Biélorussie - Brésil - Bulgarie - Chine - Croatie - Cuba - Chypre - Tchéquie - Égypte - France - Allemagne - Géorgie - Grèce - Vatican - Hongrie - Inde - Indonésie - Irlande - Israël - Italie | - Japon - Kazakhstan - Koweït - Libye - Pays-Bas - Norvège - Palestine - Pologne - Portugal - Roumanie - Russie - Serbie - Slovénie - Corée du Sud - Espagne - Suisse - Turquie - Ukraine - Royaume-Uni - États-Unis - Viêt Nam |

## Mission diplomatique
- Taïwan

## Consulats

### Consulats généraux à Kosice
- Hongrie
- Turquie

### Consulat général à Presov
- Ukraine

### Consulat général à Stara Lubovna
- Roumanie